# Siniawa (przystanek kolejowy)
Siniawa (biał. Сінява, ros. Синяво) – przystanek kolejowy w pobliżu miejscowości Hołowieńczyce, w rejonie stołpeckim, w obwodzie mińskim, na Białorusi. Leży na linii Moskwa - Mińsk - Brześć.